# Паркерит
Паркерит (рос. паркерит; англ. parkerite; нім. Parkerit m) — мінерал, складний сульфід нікелю координаційної будови.
Названий за прізвищем швейцарського мінералога Р.Паркера (R.Parker), D.L.Scholtz, 1936.

## Склад
Хімічна формула:
- 1. За Є. Лазаренком: Ni3Bi2S2.
- 2. За К.Фреєм, Ґ.Штрюбелем, З.Ціммером: Ni3(Bi, Pb)2S2.

Містить (%): Ni — 26,7; Bi — 63,6; S — 9,7.

## Властивості
Сингонія ромбічна або моноклінна. Ромбо-пірамідальний вид. Утворює округлі зерна і недосконалі кристали, двійники. Спайність досконала. Густина 8,4. Твердість 3,5. Колір яскравий бронзовий з темними ділянками. Риса чорна, блискуча. Блиск металічний. Непрозорий. Крихкий. Добрий провідник електрики. Не магнітний. Температура плавлення 688 °С. Сильно анізотропний.

## Розповсюдження
Відомий у залізо-нікелевих родовищах Ґрікваленд та Пондоленд (ПАР), а також в мідно-нікелевому родовищі Садбері (пров. Онтаріо, Канада). Рідкісний.

## Різновиди
Розрізняють:
- паркерит бісмутовий (різновид паркериту з переважанням бісмуту над свинцем);
- паркерит свинцевий (різновид паркериту з переважанням свинцю над бісмутом).